# Euglesa fultoni
Euglesa fultoni is een tweekleppigensoort uit de familie van de Sphaeriidae. De wetenschappelijke naam van de soort werd in 1983 voor het eerst geldig gepubliceerd door Hans Kuiper. Deze soort is endemisch in centraal Tasmanië en Australië. Het is waargenomen in verschillende zoetwaterlocaties, waaronder Arthurs Lake, Lake Sorrell, Lake Butters, Lake Malbena, Lake Olive en Lake Nugetena.